# Крихели, Иосиф Михайлович
Иосиф Михайлович Крихели (10 мая 1931, Цхинвали — 22 сентября 1988, Сухуми) — советский шахматный композитор; гроссмейстер по шахматной композиции
(1984). Физик, кандидат наук.

## Биография
С 1947 опубликовал около 900 композиций различных жанров, преимущественно многоходовки логического стиля и этюды.
Участник 7 личных чемпионатов СССР (1971—1987) по разделу многоходовых задач.
1-е место в 15-м чемпионате (1984).
2-е — в 10-м (1971) и 14-м (1983).
3-е — в 12-м (1976), 13-м (1981) и 16-м (1985).
На всесоюзных и международных конкурсах удостоен около 500 отличий, из них — 250 призов (в том числе 90 первых).
«Крихели – творец азартный и многогранный, стремившийся не только эффективно добиться поставленной цели, но и создать изящное произведение в соответствии со всеми канонами композиции. Он вдумчивый, ищущий, а затем четко планирующий тематические контуры творческого замысла художник, притом большой художник» (В. Неидзе).
И. Крихели был одним из лидирующих мировых специалистов в области задач на кооперативный мат.

## Задачи
|   | a | b | c | d | e | f | g | h |   |
| - | --- | --- | --- | --- | --- | --- | --- | --- | - |
| 8 | a8 белый король · h8 чёрный король · a7 чёрный конь · f7 белый слон · g7 чёрная пешка · h7 чёрный слон · f6 чёрная пешка · h5 белый ферзь · b2 чёрный слон · f2 чёрная ладья | a8 белый король · h8 чёрный король · a7 чёрный конь · f7 белый слон · g7 чёрная пешка · h7 чёрный слон · f6 чёрная пешка · h5 белый ферзь · b2 чёрный слон · f2 чёрная ладья | a8 белый король · h8 чёрный король · a7 чёрный конь · f7 белый слон · g7 чёрная пешка · h7 чёрный слон · f6 чёрная пешка · h5 белый ферзь · b2 чёрный слон · f2 чёрная ладья | a8 белый король · h8 чёрный король · a7 чёрный конь · f7 белый слон · g7 чёрная пешка · h7 чёрный слон · f6 чёрная пешка · h5 белый ферзь · b2 чёрный слон · f2 чёрная ладья | a8 белый король · h8 чёрный король · a7 чёрный конь · f7 белый слон · g7 чёрная пешка · h7 чёрный слон · f6 чёрная пешка · h5 белый ферзь · b2 чёрный слон · f2 чёрная ладья | a8 белый король · h8 чёрный король · a7 чёрный конь · f7 белый слон · g7 чёрная пешка · h7 чёрный слон · f6 чёрная пешка · h5 белый ферзь · b2 чёрный слон · f2 чёрная ладья | a8 белый король · h8 чёрный король · a7 чёрный конь · f7 белый слон · g7 чёрная пешка · h7 чёрный слон · f6 чёрная пешка · h5 белый ферзь · b2 чёрный слон · f2 чёрная ладья | a8 белый король · h8 чёрный король · a7 чёрный конь · f7 белый слон · g7 чёрная пешка · h7 чёрный слон · f6 чёрная пешка · h5 белый ферзь · b2 чёрный слон · f2 чёрная ладья | 8 |
| 7 | a8 белый король · h8 чёрный король · a7 чёрный конь · f7 белый слон · g7 чёрная пешка · h7 чёрный слон · f6 чёрная пешка · h5 белый ферзь · b2 чёрный слон · f2 чёрная ладья | a8 белый король · h8 чёрный король · a7 чёрный конь · f7 белый слон · g7 чёрная пешка · h7 чёрный слон · f6 чёрная пешка · h5 белый ферзь · b2 чёрный слон · f2 чёрная ладья | a8 белый король · h8 чёрный король · a7 чёрный конь · f7 белый слон · g7 чёрная пешка · h7 чёрный слон · f6 чёрная пешка · h5 белый ферзь · b2 чёрный слон · f2 чёрная ладья | a8 белый король · h8 чёрный король · a7 чёрный конь · f7 белый слон · g7 чёрная пешка · h7 чёрный слон · f6 чёрная пешка · h5 белый ферзь · b2 чёрный слон · f2 чёрная ладья | a8 белый король · h8 чёрный король · a7 чёрный конь · f7 белый слон · g7 чёрная пешка · h7 чёрный слон · f6 чёрная пешка · h5 белый ферзь · b2 чёрный слон · f2 чёрная ладья | a8 белый король · h8 чёрный король · a7 чёрный конь · f7 белый слон · g7 чёрная пешка · h7 чёрный слон · f6 чёрная пешка · h5 белый ферзь · b2 чёрный слон · f2 чёрная ладья | a8 белый король · h8 чёрный король · a7 чёрный конь · f7 белый слон · g7 чёрная пешка · h7 чёрный слон · f6 чёрная пешка · h5 белый ферзь · b2 чёрный слон · f2 чёрная ладья | a8 белый король · h8 чёрный король · a7 чёрный конь · f7 белый слон · g7 чёрная пешка · h7 чёрный слон · f6 чёрная пешка · h5 белый ферзь · b2 чёрный слон · f2 чёрная ладья | 7 |
| 6 | a8 белый король · h8 чёрный король · a7 чёрный конь · f7 белый слон · g7 чёрная пешка · h7 чёрный слон · f6 чёрная пешка · h5 белый ферзь · b2 чёрный слон · f2 чёрная ладья | a8 белый король · h8 чёрный король · a7 чёрный конь · f7 белый слон · g7 чёрная пешка · h7 чёрный слон · f6 чёрная пешка · h5 белый ферзь · b2 чёрный слон · f2 чёрная ладья | a8 белый король · h8 чёрный король · a7 чёрный конь · f7 белый слон · g7 чёрная пешка · h7 чёрный слон · f6 чёрная пешка · h5 белый ферзь · b2 чёрный слон · f2 чёрная ладья | a8 белый король · h8 чёрный король · a7 чёрный конь · f7 белый слон · g7 чёрная пешка · h7 чёрный слон · f6 чёрная пешка · h5 белый ферзь · b2 чёрный слон · f2 чёрная ладья | a8 белый король · h8 чёрный король · a7 чёрный конь · f7 белый слон · g7 чёрная пешка · h7 чёрный слон · f6 чёрная пешка · h5 белый ферзь · b2 чёрный слон · f2 чёрная ладья | a8 белый король · h8 чёрный король · a7 чёрный конь · f7 белый слон · g7 чёрная пешка · h7 чёрный слон · f6 чёрная пешка · h5 белый ферзь · b2 чёрный слон · f2 чёрная ладья | a8 белый король · h8 чёрный король · a7 чёрный конь · f7 белый слон · g7 чёрная пешка · h7 чёрный слон · f6 чёрная пешка · h5 белый ферзь · b2 чёрный слон · f2 чёрная ладья | a8 белый король · h8 чёрный король · a7 чёрный конь · f7 белый слон · g7 чёрная пешка · h7 чёрный слон · f6 чёрная пешка · h5 белый ферзь · b2 чёрный слон · f2 чёрная ладья | 6 |
| 5 | a8 белый король · h8 чёрный король · a7 чёрный конь · f7 белый слон · g7 чёрная пешка · h7 чёрный слон · f6 чёрная пешка · h5 белый ферзь · b2 чёрный слон · f2 чёрная ладья | a8 белый король · h8 чёрный король · a7 чёрный конь · f7 белый слон · g7 чёрная пешка · h7 чёрный слон · f6 чёрная пешка · h5 белый ферзь · b2 чёрный слон · f2 чёрная ладья | a8 белый король · h8 чёрный король · a7 чёрный конь · f7 белый слон · g7 чёрная пешка · h7 чёрный слон · f6 чёрная пешка · h5 белый ферзь · b2 чёрный слон · f2 чёрная ладья | a8 белый король · h8 чёрный король · a7 чёрный конь · f7 белый слон · g7 чёрная пешка · h7 чёрный слон · f6 чёрная пешка · h5 белый ферзь · b2 чёрный слон · f2 чёрная ладья | a8 белый король · h8 чёрный король · a7 чёрный конь · f7 белый слон · g7 чёрная пешка · h7 чёрный слон · f6 чёрная пешка · h5 белый ферзь · b2 чёрный слон · f2 чёрная ладья | a8 белый король · h8 чёрный король · a7 чёрный конь · f7 белый слон · g7 чёрная пешка · h7 чёрный слон · f6 чёрная пешка · h5 белый ферзь · b2 чёрный слон · f2 чёрная ладья | a8 белый король · h8 чёрный король · a7 чёрный конь · f7 белый слон · g7 чёрная пешка · h7 чёрный слон · f6 чёрная пешка · h5 белый ферзь · b2 чёрный слон · f2 чёрная ладья | a8 белый король · h8 чёрный король · a7 чёрный конь · f7 белый слон · g7 чёрная пешка · h7 чёрный слон · f6 чёрная пешка · h5 белый ферзь · b2 чёрный слон · f2 чёрная ладья | 5 |
| 4 | a8 белый король · h8 чёрный король · a7 чёрный конь · f7 белый слон · g7 чёрная пешка · h7 чёрный слон · f6 чёрная пешка · h5 белый ферзь · b2 чёрный слон · f2 чёрная ладья | a8 белый король · h8 чёрный король · a7 чёрный конь · f7 белый слон · g7 чёрная пешка · h7 чёрный слон · f6 чёрная пешка · h5 белый ферзь · b2 чёрный слон · f2 чёрная ладья | a8 белый король · h8 чёрный король · a7 чёрный конь · f7 белый слон · g7 чёрная пешка · h7 чёрный слон · f6 чёрная пешка · h5 белый ферзь · b2 чёрный слон · f2 чёрная ладья | a8 белый король · h8 чёрный король · a7 чёрный конь · f7 белый слон · g7 чёрная пешка · h7 чёрный слон · f6 чёрная пешка · h5 белый ферзь · b2 чёрный слон · f2 чёрная ладья | a8 белый король · h8 чёрный король · a7 чёрный конь · f7 белый слон · g7 чёрная пешка · h7 чёрный слон · f6 чёрная пешка · h5 белый ферзь · b2 чёрный слон · f2 чёрная ладья | a8 белый король · h8 чёрный король · a7 чёрный конь · f7 белый слон · g7 чёрная пешка · h7 чёрный слон · f6 чёрная пешка · h5 белый ферзь · b2 чёрный слон · f2 чёрная ладья | a8 белый король · h8 чёрный король · a7 чёрный конь · f7 белый слон · g7 чёрная пешка · h7 чёрный слон · f6 чёрная пешка · h5 белый ферзь · b2 чёрный слон · f2 чёрная ладья | a8 белый король · h8 чёрный король · a7 чёрный конь · f7 белый слон · g7 чёрная пешка · h7 чёрный слон · f6 чёрная пешка · h5 белый ферзь · b2 чёрный слон · f2 чёрная ладья | 4 |
| 3 | a8 белый король · h8 чёрный король · a7 чёрный конь · f7 белый слон · g7 чёрная пешка · h7 чёрный слон · f6 чёрная пешка · h5 белый ферзь · b2 чёрный слон · f2 чёрная ладья | a8 белый король · h8 чёрный король · a7 чёрный конь · f7 белый слон · g7 чёрная пешка · h7 чёрный слон · f6 чёрная пешка · h5 белый ферзь · b2 чёрный слон · f2 чёрная ладья | a8 белый король · h8 чёрный король · a7 чёрный конь · f7 белый слон · g7 чёрная пешка · h7 чёрный слон · f6 чёрная пешка · h5 белый ферзь · b2 чёрный слон · f2 чёрная ладья | a8 белый король · h8 чёрный король · a7 чёрный конь · f7 белый слон · g7 чёрная пешка · h7 чёрный слон · f6 чёрная пешка · h5 белый ферзь · b2 чёрный слон · f2 чёрная ладья | a8 белый король · h8 чёрный король · a7 чёрный конь · f7 белый слон · g7 чёрная пешка · h7 чёрный слон · f6 чёрная пешка · h5 белый ферзь · b2 чёрный слон · f2 чёрная ладья | a8 белый король · h8 чёрный король · a7 чёрный конь · f7 белый слон · g7 чёрная пешка · h7 чёрный слон · f6 чёрная пешка · h5 белый ферзь · b2 чёрный слон · f2 чёрная ладья | a8 белый король · h8 чёрный король · a7 чёрный конь · f7 белый слон · g7 чёрная пешка · h7 чёрный слон · f6 чёрная пешка · h5 белый ферзь · b2 чёрный слон · f2 чёрная ладья | a8 белый король · h8 чёрный король · a7 чёрный конь · f7 белый слон · g7 чёрная пешка · h7 чёрный слон · f6 чёрная пешка · h5 белый ферзь · b2 чёрный слон · f2 чёрная ладья | 3 |
| 2 | a8 белый король · h8 чёрный король · a7 чёрный конь · f7 белый слон · g7 чёрная пешка · h7 чёрный слон · f6 чёрная пешка · h5 белый ферзь · b2 чёрный слон · f2 чёрная ладья | a8 белый король · h8 чёрный король · a7 чёрный конь · f7 белый слон · g7 чёрная пешка · h7 чёрный слон · f6 чёрная пешка · h5 белый ферзь · b2 чёрный слон · f2 чёрная ладья | a8 белый король · h8 чёрный король · a7 чёрный конь · f7 белый слон · g7 чёрная пешка · h7 чёрный слон · f6 чёрная пешка · h5 белый ферзь · b2 чёрный слон · f2 чёрная ладья | a8 белый король · h8 чёрный король · a7 чёрный конь · f7 белый слон · g7 чёрная пешка · h7 чёрный слон · f6 чёрная пешка · h5 белый ферзь · b2 чёрный слон · f2 чёрная ладья | a8 белый король · h8 чёрный король · a7 чёрный конь · f7 белый слон · g7 чёрная пешка · h7 чёрный слон · f6 чёрная пешка · h5 белый ферзь · b2 чёрный слон · f2 чёрная ладья | a8 белый король · h8 чёрный король · a7 чёрный конь · f7 белый слон · g7 чёрная пешка · h7 чёрный слон · f6 чёрная пешка · h5 белый ферзь · b2 чёрный слон · f2 чёрная ладья | a8 белый король · h8 чёрный король · a7 чёрный конь · f7 белый слон · g7 чёрная пешка · h7 чёрный слон · f6 чёрная пешка · h5 белый ферзь · b2 чёрный слон · f2 чёрная ладья | a8 белый король · h8 чёрный король · a7 чёрный конь · f7 белый слон · g7 чёрная пешка · h7 чёрный слон · f6 чёрная пешка · h5 белый ферзь · b2 чёрный слон · f2 чёрная ладья | 2 |
| 1 | a8 белый король · h8 чёрный король · a7 чёрный конь · f7 белый слон · g7 чёрная пешка · h7 чёрный слон · f6 чёрная пешка · h5 белый ферзь · b2 чёрный слон · f2 чёрная ладья | a8 белый король · h8 чёрный король · a7 чёрный конь · f7 белый слон · g7 чёрная пешка · h7 чёрный слон · f6 чёрная пешка · h5 белый ферзь · b2 чёрный слон · f2 чёрная ладья | a8 белый король · h8 чёрный король · a7 чёрный конь · f7 белый слон · g7 чёрная пешка · h7 чёрный слон · f6 чёрная пешка · h5 белый ферзь · b2 чёрный слон · f2 чёрная ладья | a8 белый король · h8 чёрный король · a7 чёрный конь · f7 белый слон · g7 чёрная пешка · h7 чёрный слон · f6 чёрная пешка · h5 белый ферзь · b2 чёрный слон · f2 чёрная ладья | a8 белый король · h8 чёрный король · a7 чёрный конь · f7 белый слон · g7 чёрная пешка · h7 чёрный слон · f6 чёрная пешка · h5 белый ферзь · b2 чёрный слон · f2 чёрная ладья | a8 белый король · h8 чёрный король · a7 чёрный конь · f7 белый слон · g7 чёрная пешка · h7 чёрный слон · f6 чёрная пешка · h5 белый ферзь · b2 чёрный слон · f2 чёрная ладья | a8 белый король · h8 чёрный король · a7 чёрный конь · f7 белый слон · g7 чёрная пешка · h7 чёрный слон · f6 чёрная пешка · h5 белый ферзь · b2 чёрный слон · f2 чёрная ладья | a8 белый король · h8 чёрный король · a7 чёрный конь · f7 белый слон · g7 чёрная пешка · h7 чёрный слон · f6 чёрная пешка · h5 белый ферзь · b2 чёрный слон · f2 чёрная ладья | 1 |
|   | a | b | c | d | e | f | g | h |   |

Тематический ложный след 1.Cg8? легко отражается чёрными — 1…Лh2! (1…Кр:g8 2.Фе8#) 
 
Белые создают аналогичное построение фигур, смещая игру с вертикали «h» на 8-ю горизонталь:
1.Cg6! Kpg8 2.Фd5+ Kph8 3.Фd8+ Cg8 4.Cf7 Kph7 5.Фd3+ Kph8 6.Фh3+ Ch7. 
Получилась начальная позиция, но с ферзём на нужном поле. Белые повторяют манёвр: 7.Cg6! Kpg8 8.Фе6+ Kph8 9.Фе8+ Cg8, и теперь 10.Ch7! Кр:h7 11.Фh5# 
 (10…g5 11.Ф:g8#)
|   | a | b | c | d | e | f | g | h |   |
| - | --- | --- | --- | --- | --- | --- | --- | --- | - |
| 8 | a8 чёрный ферзь · b8 чёрный конь · a7 чёрный конь · b7 чёрная пешка · c7 чёрная пешка · e7 чёрный слон · b6 чёрная пешка · h6 чёрная ладья · f5 белый слон · g5 чёрная пешка · f4 чёрная пешка · a3 чёрная пешка · a2 чёрный король · h2 чёрная пешка · b1 белая ладья · c1 белая ладья · h1 белый король | a8 чёрный ферзь · b8 чёрный конь · a7 чёрный конь · b7 чёрная пешка · c7 чёрная пешка · e7 чёрный слон · b6 чёрная пешка · h6 чёрная ладья · f5 белый слон · g5 чёрная пешка · f4 чёрная пешка · a3 чёрная пешка · a2 чёрный король · h2 чёрная пешка · b1 белая ладья · c1 белая ладья · h1 белый король | a8 чёрный ферзь · b8 чёрный конь · a7 чёрный конь · b7 чёрная пешка · c7 чёрная пешка · e7 чёрный слон · b6 чёрная пешка · h6 чёрная ладья · f5 белый слон · g5 чёрная пешка · f4 чёрная пешка · a3 чёрная пешка · a2 чёрный король · h2 чёрная пешка · b1 белая ладья · c1 белая ладья · h1 белый король | a8 чёрный ферзь · b8 чёрный конь · a7 чёрный конь · b7 чёрная пешка · c7 чёрная пешка · e7 чёрный слон · b6 чёрная пешка · h6 чёрная ладья · f5 белый слон · g5 чёрная пешка · f4 чёрная пешка · a3 чёрная пешка · a2 чёрный король · h2 чёрная пешка · b1 белая ладья · c1 белая ладья · h1 белый король | a8 чёрный ферзь · b8 чёрный конь · a7 чёрный конь · b7 чёрная пешка · c7 чёрная пешка · e7 чёрный слон · b6 чёрная пешка · h6 чёрная ладья · f5 белый слон · g5 чёрная пешка · f4 чёрная пешка · a3 чёрная пешка · a2 чёрный король · h2 чёрная пешка · b1 белая ладья · c1 белая ладья · h1 белый король | a8 чёрный ферзь · b8 чёрный конь · a7 чёрный конь · b7 чёрная пешка · c7 чёрная пешка · e7 чёрный слон · b6 чёрная пешка · h6 чёрная ладья · f5 белый слон · g5 чёрная пешка · f4 чёрная пешка · a3 чёрная пешка · a2 чёрный король · h2 чёрная пешка · b1 белая ладья · c1 белая ладья · h1 белый король | a8 чёрный ферзь · b8 чёрный конь · a7 чёрный конь · b7 чёрная пешка · c7 чёрная пешка · e7 чёрный слон · b6 чёрная пешка · h6 чёрная ладья · f5 белый слон · g5 чёрная пешка · f4 чёрная пешка · a3 чёрная пешка · a2 чёрный король · h2 чёрная пешка · b1 белая ладья · c1 белая ладья · h1 белый король | a8 чёрный ферзь · b8 чёрный конь · a7 чёрный конь · b7 чёрная пешка · c7 чёрная пешка · e7 чёрный слон · b6 чёрная пешка · h6 чёрная ладья · f5 белый слон · g5 чёрная пешка · f4 чёрная пешка · a3 чёрная пешка · a2 чёрный король · h2 чёрная пешка · b1 белая ладья · c1 белая ладья · h1 белый король | 8 |
| 7 | a8 чёрный ферзь · b8 чёрный конь · a7 чёрный конь · b7 чёрная пешка · c7 чёрная пешка · e7 чёрный слон · b6 чёрная пешка · h6 чёрная ладья · f5 белый слон · g5 чёрная пешка · f4 чёрная пешка · a3 чёрная пешка · a2 чёрный король · h2 чёрная пешка · b1 белая ладья · c1 белая ладья · h1 белый король | a8 чёрный ферзь · b8 чёрный конь · a7 чёрный конь · b7 чёрная пешка · c7 чёрная пешка · e7 чёрный слон · b6 чёрная пешка · h6 чёрная ладья · f5 белый слон · g5 чёрная пешка · f4 чёрная пешка · a3 чёрная пешка · a2 чёрный король · h2 чёрная пешка · b1 белая ладья · c1 белая ладья · h1 белый король | a8 чёрный ферзь · b8 чёрный конь · a7 чёрный конь · b7 чёрная пешка · c7 чёрная пешка · e7 чёрный слон · b6 чёрная пешка · h6 чёрная ладья · f5 белый слон · g5 чёрная пешка · f4 чёрная пешка · a3 чёрная пешка · a2 чёрный король · h2 чёрная пешка · b1 белая ладья · c1 белая ладья · h1 белый король | a8 чёрный ферзь · b8 чёрный конь · a7 чёрный конь · b7 чёрная пешка · c7 чёрная пешка · e7 чёрный слон · b6 чёрная пешка · h6 чёрная ладья · f5 белый слон · g5 чёрная пешка · f4 чёрная пешка · a3 чёрная пешка · a2 чёрный король · h2 чёрная пешка · b1 белая ладья · c1 белая ладья · h1 белый король | a8 чёрный ферзь · b8 чёрный конь · a7 чёрный конь · b7 чёрная пешка · c7 чёрная пешка · e7 чёрный слон · b6 чёрная пешка · h6 чёрная ладья · f5 белый слон · g5 чёрная пешка · f4 чёрная пешка · a3 чёрная пешка · a2 чёрный король · h2 чёрная пешка · b1 белая ладья · c1 белая ладья · h1 белый король | a8 чёрный ферзь · b8 чёрный конь · a7 чёрный конь · b7 чёрная пешка · c7 чёрная пешка · e7 чёрный слон · b6 чёрная пешка · h6 чёрная ладья · f5 белый слон · g5 чёрная пешка · f4 чёрная пешка · a3 чёрная пешка · a2 чёрный король · h2 чёрная пешка · b1 белая ладья · c1 белая ладья · h1 белый король | a8 чёрный ферзь · b8 чёрный конь · a7 чёрный конь · b7 чёрная пешка · c7 чёрная пешка · e7 чёрный слон · b6 чёрная пешка · h6 чёрная ладья · f5 белый слон · g5 чёрная пешка · f4 чёрная пешка · a3 чёрная пешка · a2 чёрный король · h2 чёрная пешка · b1 белая ладья · c1 белая ладья · h1 белый король | a8 чёрный ферзь · b8 чёрный конь · a7 чёрный конь · b7 чёрная пешка · c7 чёрная пешка · e7 чёрный слон · b6 чёрная пешка · h6 чёрная ладья · f5 белый слон · g5 чёрная пешка · f4 чёрная пешка · a3 чёрная пешка · a2 чёрный король · h2 чёрная пешка · b1 белая ладья · c1 белая ладья · h1 белый король | 7 |
| 6 | a8 чёрный ферзь · b8 чёрный конь · a7 чёрный конь · b7 чёрная пешка · c7 чёрная пешка · e7 чёрный слон · b6 чёрная пешка · h6 чёрная ладья · f5 белый слон · g5 чёрная пешка · f4 чёрная пешка · a3 чёрная пешка · a2 чёрный король · h2 чёрная пешка · b1 белая ладья · c1 белая ладья · h1 белый король | a8 чёрный ферзь · b8 чёрный конь · a7 чёрный конь · b7 чёрная пешка · c7 чёрная пешка · e7 чёрный слон · b6 чёрная пешка · h6 чёрная ладья · f5 белый слон · g5 чёрная пешка · f4 чёрная пешка · a3 чёрная пешка · a2 чёрный король · h2 чёрная пешка · b1 белая ладья · c1 белая ладья · h1 белый король | a8 чёрный ферзь · b8 чёрный конь · a7 чёрный конь · b7 чёрная пешка · c7 чёрная пешка · e7 чёрный слон · b6 чёрная пешка · h6 чёрная ладья · f5 белый слон · g5 чёрная пешка · f4 чёрная пешка · a3 чёрная пешка · a2 чёрный король · h2 чёрная пешка · b1 белая ладья · c1 белая ладья · h1 белый король | a8 чёрный ферзь · b8 чёрный конь · a7 чёрный конь · b7 чёрная пешка · c7 чёрная пешка · e7 чёрный слон · b6 чёрная пешка · h6 чёрная ладья · f5 белый слон · g5 чёрная пешка · f4 чёрная пешка · a3 чёрная пешка · a2 чёрный король · h2 чёрная пешка · b1 белая ладья · c1 белая ладья · h1 белый король | a8 чёрный ферзь · b8 чёрный конь · a7 чёрный конь · b7 чёрная пешка · c7 чёрная пешка · e7 чёрный слон · b6 чёрная пешка · h6 чёрная ладья · f5 белый слон · g5 чёрная пешка · f4 чёрная пешка · a3 чёрная пешка · a2 чёрный король · h2 чёрная пешка · b1 белая ладья · c1 белая ладья · h1 белый король | a8 чёрный ферзь · b8 чёрный конь · a7 чёрный конь · b7 чёрная пешка · c7 чёрная пешка · e7 чёрный слон · b6 чёрная пешка · h6 чёрная ладья · f5 белый слон · g5 чёрная пешка · f4 чёрная пешка · a3 чёрная пешка · a2 чёрный король · h2 чёрная пешка · b1 белая ладья · c1 белая ладья · h1 белый король | a8 чёрный ферзь · b8 чёрный конь · a7 чёрный конь · b7 чёрная пешка · c7 чёрная пешка · e7 чёрный слон · b6 чёрная пешка · h6 чёрная ладья · f5 белый слон · g5 чёрная пешка · f4 чёрная пешка · a3 чёрная пешка · a2 чёрный король · h2 чёрная пешка · b1 белая ладья · c1 белая ладья · h1 белый король | a8 чёрный ферзь · b8 чёрный конь · a7 чёрный конь · b7 чёрная пешка · c7 чёрная пешка · e7 чёрный слон · b6 чёрная пешка · h6 чёрная ладья · f5 белый слон · g5 чёрная пешка · f4 чёрная пешка · a3 чёрная пешка · a2 чёрный король · h2 чёрная пешка · b1 белая ладья · c1 белая ладья · h1 белый король | 6 |
| 5 | a8 чёрный ферзь · b8 чёрный конь · a7 чёрный конь · b7 чёрная пешка · c7 чёрная пешка · e7 чёрный слон · b6 чёрная пешка · h6 чёрная ладья · f5 белый слон · g5 чёрная пешка · f4 чёрная пешка · a3 чёрная пешка · a2 чёрный король · h2 чёрная пешка · b1 белая ладья · c1 белая ладья · h1 белый король | a8 чёрный ферзь · b8 чёрный конь · a7 чёрный конь · b7 чёрная пешка · c7 чёрная пешка · e7 чёрный слон · b6 чёрная пешка · h6 чёрная ладья · f5 белый слон · g5 чёрная пешка · f4 чёрная пешка · a3 чёрная пешка · a2 чёрный король · h2 чёрная пешка · b1 белая ладья · c1 белая ладья · h1 белый король | a8 чёрный ферзь · b8 чёрный конь · a7 чёрный конь · b7 чёрная пешка · c7 чёрная пешка · e7 чёрный слон · b6 чёрная пешка · h6 чёрная ладья · f5 белый слон · g5 чёрная пешка · f4 чёрная пешка · a3 чёрная пешка · a2 чёрный король · h2 чёрная пешка · b1 белая ладья · c1 белая ладья · h1 белый король | a8 чёрный ферзь · b8 чёрный конь · a7 чёрный конь · b7 чёрная пешка · c7 чёрная пешка · e7 чёрный слон · b6 чёрная пешка · h6 чёрная ладья · f5 белый слон · g5 чёрная пешка · f4 чёрная пешка · a3 чёрная пешка · a2 чёрный король · h2 чёрная пешка · b1 белая ладья · c1 белая ладья · h1 белый король | a8 чёрный ферзь · b8 чёрный конь · a7 чёрный конь · b7 чёрная пешка · c7 чёрная пешка · e7 чёрный слон · b6 чёрная пешка · h6 чёрная ладья · f5 белый слон · g5 чёрная пешка · f4 чёрная пешка · a3 чёрная пешка · a2 чёрный король · h2 чёрная пешка · b1 белая ладья · c1 белая ладья · h1 белый король | a8 чёрный ферзь · b8 чёрный конь · a7 чёрный конь · b7 чёрная пешка · c7 чёрная пешка · e7 чёрный слон · b6 чёрная пешка · h6 чёрная ладья · f5 белый слон · g5 чёрная пешка · f4 чёрная пешка · a3 чёрная пешка · a2 чёрный король · h2 чёрная пешка · b1 белая ладья · c1 белая ладья · h1 белый король | a8 чёрный ферзь · b8 чёрный конь · a7 чёрный конь · b7 чёрная пешка · c7 чёрная пешка · e7 чёрный слон · b6 чёрная пешка · h6 чёрная ладья · f5 белый слон · g5 чёрная пешка · f4 чёрная пешка · a3 чёрная пешка · a2 чёрный король · h2 чёрная пешка · b1 белая ладья · c1 белая ладья · h1 белый король | a8 чёрный ферзь · b8 чёрный конь · a7 чёрный конь · b7 чёрная пешка · c7 чёрная пешка · e7 чёрный слон · b6 чёрная пешка · h6 чёрная ладья · f5 белый слон · g5 чёрная пешка · f4 чёрная пешка · a3 чёрная пешка · a2 чёрный король · h2 чёрная пешка · b1 белая ладья · c1 белая ладья · h1 белый король | 5 |
| 4 | a8 чёрный ферзь · b8 чёрный конь · a7 чёрный конь · b7 чёрная пешка · c7 чёрная пешка · e7 чёрный слон · b6 чёрная пешка · h6 чёрная ладья · f5 белый слон · g5 чёрная пешка · f4 чёрная пешка · a3 чёрная пешка · a2 чёрный король · h2 чёрная пешка · b1 белая ладья · c1 белая ладья · h1 белый король | a8 чёрный ферзь · b8 чёрный конь · a7 чёрный конь · b7 чёрная пешка · c7 чёрная пешка · e7 чёрный слон · b6 чёрная пешка · h6 чёрная ладья · f5 белый слон · g5 чёрная пешка · f4 чёрная пешка · a3 чёрная пешка · a2 чёрный король · h2 чёрная пешка · b1 белая ладья · c1 белая ладья · h1 белый король | a8 чёрный ферзь · b8 чёрный конь · a7 чёрный конь · b7 чёрная пешка · c7 чёрная пешка · e7 чёрный слон · b6 чёрная пешка · h6 чёрная ладья · f5 белый слон · g5 чёрная пешка · f4 чёрная пешка · a3 чёрная пешка · a2 чёрный король · h2 чёрная пешка · b1 белая ладья · c1 белая ладья · h1 белый король | a8 чёрный ферзь · b8 чёрный конь · a7 чёрный конь · b7 чёрная пешка · c7 чёрная пешка · e7 чёрный слон · b6 чёрная пешка · h6 чёрная ладья · f5 белый слон · g5 чёрная пешка · f4 чёрная пешка · a3 чёрная пешка · a2 чёрный король · h2 чёрная пешка · b1 белая ладья · c1 белая ладья · h1 белый король | a8 чёрный ферзь · b8 чёрный конь · a7 чёрный конь · b7 чёрная пешка · c7 чёрная пешка · e7 чёрный слон · b6 чёрная пешка · h6 чёрная ладья · f5 белый слон · g5 чёрная пешка · f4 чёрная пешка · a3 чёрная пешка · a2 чёрный король · h2 чёрная пешка · b1 белая ладья · c1 белая ладья · h1 белый король | a8 чёрный ферзь · b8 чёрный конь · a7 чёрный конь · b7 чёрная пешка · c7 чёрная пешка · e7 чёрный слон · b6 чёрная пешка · h6 чёрная ладья · f5 белый слон · g5 чёрная пешка · f4 чёрная пешка · a3 чёрная пешка · a2 чёрный король · h2 чёрная пешка · b1 белая ладья · c1 белая ладья · h1 белый король | a8 чёрный ферзь · b8 чёрный конь · a7 чёрный конь · b7 чёрная пешка · c7 чёрная пешка · e7 чёрный слон · b6 чёрная пешка · h6 чёрная ладья · f5 белый слон · g5 чёрная пешка · f4 чёрная пешка · a3 чёрная пешка · a2 чёрный король · h2 чёрная пешка · b1 белая ладья · c1 белая ладья · h1 белый король | a8 чёрный ферзь · b8 чёрный конь · a7 чёрный конь · b7 чёрная пешка · c7 чёрная пешка · e7 чёрный слон · b6 чёрная пешка · h6 чёрная ладья · f5 белый слон · g5 чёрная пешка · f4 чёрная пешка · a3 чёрная пешка · a2 чёрный король · h2 чёрная пешка · b1 белая ладья · c1 белая ладья · h1 белый король | 4 |
| 3 | a8 чёрный ферзь · b8 чёрный конь · a7 чёрный конь · b7 чёрная пешка · c7 чёрная пешка · e7 чёрный слон · b6 чёрная пешка · h6 чёрная ладья · f5 белый слон · g5 чёрная пешка · f4 чёрная пешка · a3 чёрная пешка · a2 чёрный король · h2 чёрная пешка · b1 белая ладья · c1 белая ладья · h1 белый король | a8 чёрный ферзь · b8 чёрный конь · a7 чёрный конь · b7 чёрная пешка · c7 чёрная пешка · e7 чёрный слон · b6 чёрная пешка · h6 чёрная ладья · f5 белый слон · g5 чёрная пешка · f4 чёрная пешка · a3 чёрная пешка · a2 чёрный король · h2 чёрная пешка · b1 белая ладья · c1 белая ладья · h1 белый король | a8 чёрный ферзь · b8 чёрный конь · a7 чёрный конь · b7 чёрная пешка · c7 чёрная пешка · e7 чёрный слон · b6 чёрная пешка · h6 чёрная ладья · f5 белый слон · g5 чёрная пешка · f4 чёрная пешка · a3 чёрная пешка · a2 чёрный король · h2 чёрная пешка · b1 белая ладья · c1 белая ладья · h1 белый король | a8 чёрный ферзь · b8 чёрный конь · a7 чёрный конь · b7 чёрная пешка · c7 чёрная пешка · e7 чёрный слон · b6 чёрная пешка · h6 чёрная ладья · f5 белый слон · g5 чёрная пешка · f4 чёрная пешка · a3 чёрная пешка · a2 чёрный король · h2 чёрная пешка · b1 белая ладья · c1 белая ладья · h1 белый король | a8 чёрный ферзь · b8 чёрный конь · a7 чёрный конь · b7 чёрная пешка · c7 чёрная пешка · e7 чёрный слон · b6 чёрная пешка · h6 чёрная ладья · f5 белый слон · g5 чёрная пешка · f4 чёрная пешка · a3 чёрная пешка · a2 чёрный король · h2 чёрная пешка · b1 белая ладья · c1 белая ладья · h1 белый король | a8 чёрный ферзь · b8 чёрный конь · a7 чёрный конь · b7 чёрная пешка · c7 чёрная пешка · e7 чёрный слон · b6 чёрная пешка · h6 чёрная ладья · f5 белый слон · g5 чёрная пешка · f4 чёрная пешка · a3 чёрная пешка · a2 чёрный король · h2 чёрная пешка · b1 белая ладья · c1 белая ладья · h1 белый король | a8 чёрный ферзь · b8 чёрный конь · a7 чёрный конь · b7 чёрная пешка · c7 чёрная пешка · e7 чёрный слон · b6 чёрная пешка · h6 чёрная ладья · f5 белый слон · g5 чёрная пешка · f4 чёрная пешка · a3 чёрная пешка · a2 чёрный король · h2 чёрная пешка · b1 белая ладья · c1 белая ладья · h1 белый король | a8 чёрный ферзь · b8 чёрный конь · a7 чёрный конь · b7 чёрная пешка · c7 чёрная пешка · e7 чёрный слон · b6 чёрная пешка · h6 чёрная ладья · f5 белый слон · g5 чёрная пешка · f4 чёрная пешка · a3 чёрная пешка · a2 чёрный король · h2 чёрная пешка · b1 белая ладья · c1 белая ладья · h1 белый король | 3 |
| 2 | a8 чёрный ферзь · b8 чёрный конь · a7 чёрный конь · b7 чёрная пешка · c7 чёрная пешка · e7 чёрный слон · b6 чёрная пешка · h6 чёрная ладья · f5 белый слон · g5 чёрная пешка · f4 чёрная пешка · a3 чёрная пешка · a2 чёрный король · h2 чёрная пешка · b1 белая ладья · c1 белая ладья · h1 белый король | a8 чёрный ферзь · b8 чёрный конь · a7 чёрный конь · b7 чёрная пешка · c7 чёрная пешка · e7 чёрный слон · b6 чёрная пешка · h6 чёрная ладья · f5 белый слон · g5 чёрная пешка · f4 чёрная пешка · a3 чёрная пешка · a2 чёрный король · h2 чёрная пешка · b1 белая ладья · c1 белая ладья · h1 белый король | a8 чёрный ферзь · b8 чёрный конь · a7 чёрный конь · b7 чёрная пешка · c7 чёрная пешка · e7 чёрный слон · b6 чёрная пешка · h6 чёрная ладья · f5 белый слон · g5 чёрная пешка · f4 чёрная пешка · a3 чёрная пешка · a2 чёрный король · h2 чёрная пешка · b1 белая ладья · c1 белая ладья · h1 белый король | a8 чёрный ферзь · b8 чёрный конь · a7 чёрный конь · b7 чёрная пешка · c7 чёрная пешка · e7 чёрный слон · b6 чёрная пешка · h6 чёрная ладья · f5 белый слон · g5 чёрная пешка · f4 чёрная пешка · a3 чёрная пешка · a2 чёрный король · h2 чёрная пешка · b1 белая ладья · c1 белая ладья · h1 белый король | a8 чёрный ферзь · b8 чёрный конь · a7 чёрный конь · b7 чёрная пешка · c7 чёрная пешка · e7 чёрный слон · b6 чёрная пешка · h6 чёрная ладья · f5 белый слон · g5 чёрная пешка · f4 чёрная пешка · a3 чёрная пешка · a2 чёрный король · h2 чёрная пешка · b1 белая ладья · c1 белая ладья · h1 белый король | a8 чёрный ферзь · b8 чёрный конь · a7 чёрный конь · b7 чёрная пешка · c7 чёрная пешка · e7 чёрный слон · b6 чёрная пешка · h6 чёрная ладья · f5 белый слон · g5 чёрная пешка · f4 чёрная пешка · a3 чёрная пешка · a2 чёрный король · h2 чёрная пешка · b1 белая ладья · c1 белая ладья · h1 белый король | a8 чёрный ферзь · b8 чёрный конь · a7 чёрный конь · b7 чёрная пешка · c7 чёрная пешка · e7 чёрный слон · b6 чёрная пешка · h6 чёрная ладья · f5 белый слон · g5 чёрная пешка · f4 чёрная пешка · a3 чёрная пешка · a2 чёрный король · h2 чёрная пешка · b1 белая ладья · c1 белая ладья · h1 белый король | a8 чёрный ферзь · b8 чёрный конь · a7 чёрный конь · b7 чёрная пешка · c7 чёрная пешка · e7 чёрный слон · b6 чёрная пешка · h6 чёрная ладья · f5 белый слон · g5 чёрная пешка · f4 чёрная пешка · a3 чёрная пешка · a2 чёрный король · h2 чёрная пешка · b1 белая ладья · c1 белая ладья · h1 белый король | 2 |
| 1 | a8 чёрный ферзь · b8 чёрный конь · a7 чёрный конь · b7 чёрная пешка · c7 чёрная пешка · e7 чёрный слон · b6 чёрная пешка · h6 чёрная ладья · f5 белый слон · g5 чёрная пешка · f4 чёрная пешка · a3 чёрная пешка · a2 чёрный король · h2 чёрная пешка · b1 белая ладья · c1 белая ладья · h1 белый король | a8 чёрный ферзь · b8 чёрный конь · a7 чёрный конь · b7 чёрная пешка · c7 чёрная пешка · e7 чёрный слон · b6 чёрная пешка · h6 чёрная ладья · f5 белый слон · g5 чёрная пешка · f4 чёрная пешка · a3 чёрная пешка · a2 чёрный король · h2 чёрная пешка · b1 белая ладья · c1 белая ладья · h1 белый король | a8 чёрный ферзь · b8 чёрный конь · a7 чёрный конь · b7 чёрная пешка · c7 чёрная пешка · e7 чёрный слон · b6 чёрная пешка · h6 чёрная ладья · f5 белый слон · g5 чёрная пешка · f4 чёрная пешка · a3 чёрная пешка · a2 чёрный король · h2 чёрная пешка · b1 белая ладья · c1 белая ладья · h1 белый король | a8 чёрный ферзь · b8 чёрный конь · a7 чёрный конь · b7 чёрная пешка · c7 чёрная пешка · e7 чёрный слон · b6 чёрная пешка · h6 чёрная ладья · f5 белый слон · g5 чёрная пешка · f4 чёрная пешка · a3 чёрная пешка · a2 чёрный король · h2 чёрная пешка · b1 белая ладья · c1 белая ладья · h1 белый король | a8 чёрный ферзь · b8 чёрный конь · a7 чёрный конь · b7 чёрная пешка · c7 чёрная пешка · e7 чёрный слон · b6 чёрная пешка · h6 чёрная ладья · f5 белый слон · g5 чёрная пешка · f4 чёрная пешка · a3 чёрная пешка · a2 чёрный король · h2 чёрная пешка · b1 белая ладья · c1 белая ладья · h1 белый король | a8 чёрный ферзь · b8 чёрный конь · a7 чёрный конь · b7 чёрная пешка · c7 чёрная пешка · e7 чёрный слон · b6 чёрная пешка · h6 чёрная ладья · f5 белый слон · g5 чёрная пешка · f4 чёрная пешка · a3 чёрная пешка · a2 чёрный король · h2 чёрная пешка · b1 белая ладья · c1 белая ладья · h1 белый король | a8 чёрный ферзь · b8 чёрный конь · a7 чёрный конь · b7 чёрная пешка · c7 чёрная пешка · e7 чёрный слон · b6 чёрная пешка · h6 чёрная ладья · f5 белый слон · g5 чёрная пешка · f4 чёрная пешка · a3 чёрная пешка · a2 чёрный король · h2 чёрная пешка · b1 белая ладья · c1 белая ладья · h1 белый король | a8 чёрный ферзь · b8 чёрный конь · a7 чёрный конь · b7 чёрная пешка · c7 чёрная пешка · e7 чёрный слон · b6 чёрная пешка · h6 чёрная ладья · f5 белый слон · g5 чёрная пешка · f4 чёрная пешка · a3 чёрная пешка · a2 чёрный король · h2 чёрная пешка · b1 белая ладья · c1 белая ладья · h1 белый король | 1 |
|   | a | b | c | d | e | f | g | h |   |

Безуспешны попытки форсировать игру: 1.Ле1? Лс6 (но не 1…f3 2.Сс2) 2.Ле2+ Лс2 3.С:с2 Cf6! или 1.Се4? Лd6 (1…с6 2. Ле1) 2.Сс2 Лd3 3.С:d3 b5 4.Сс2 b6+! 

Белые сначала отвлекают ладью — 1.Сс2! ЛhЗ 2.Cg6 Лh7, затем вызывают блокирование поля с6 для неё — 3.Се4 с6 4.Cf5 (4.Ле1? Cf6!) 4…Лh6 и, наконец, 5.Ле1! f3 6.Сс2 и 7.СbЗ#
|   | a | b | c | d | e | f | g | h |   |
| - | --- | --- | --- | --- | --- | --- | --- | --- | - |
| 8 | a8 белый конь · b6 чёрная ладья · d6 чёрная пешка · a5 чёрная пешка · b5 чёрная пешка · c5 чёрный король · a3 белый король · a2 белый слон · b2 белая пешка · a1 чёрная ладья · c1 чёрный конь | a8 белый конь · b6 чёрная ладья · d6 чёрная пешка · a5 чёрная пешка · b5 чёрная пешка · c5 чёрный король · a3 белый король · a2 белый слон · b2 белая пешка · a1 чёрная ладья · c1 чёрный конь | a8 белый конь · b6 чёрная ладья · d6 чёрная пешка · a5 чёрная пешка · b5 чёрная пешка · c5 чёрный король · a3 белый король · a2 белый слон · b2 белая пешка · a1 чёрная ладья · c1 чёрный конь | a8 белый конь · b6 чёрная ладья · d6 чёрная пешка · a5 чёрная пешка · b5 чёрная пешка · c5 чёрный король · a3 белый король · a2 белый слон · b2 белая пешка · a1 чёрная ладья · c1 чёрный конь | a8 белый конь · b6 чёрная ладья · d6 чёрная пешка · a5 чёрная пешка · b5 чёрная пешка · c5 чёрный король · a3 белый король · a2 белый слон · b2 белая пешка · a1 чёрная ладья · c1 чёрный конь | a8 белый конь · b6 чёрная ладья · d6 чёрная пешка · a5 чёрная пешка · b5 чёрная пешка · c5 чёрный король · a3 белый король · a2 белый слон · b2 белая пешка · a1 чёрная ладья · c1 чёрный конь | a8 белый конь · b6 чёрная ладья · d6 чёрная пешка · a5 чёрная пешка · b5 чёрная пешка · c5 чёрный король · a3 белый король · a2 белый слон · b2 белая пешка · a1 чёрная ладья · c1 чёрный конь | a8 белый конь · b6 чёрная ладья · d6 чёрная пешка · a5 чёрная пешка · b5 чёрная пешка · c5 чёрный король · a3 белый король · a2 белый слон · b2 белая пешка · a1 чёрная ладья · c1 чёрный конь | 8 |
| 7 | a8 белый конь · b6 чёрная ладья · d6 чёрная пешка · a5 чёрная пешка · b5 чёрная пешка · c5 чёрный король · a3 белый король · a2 белый слон · b2 белая пешка · a1 чёрная ладья · c1 чёрный конь | a8 белый конь · b6 чёрная ладья · d6 чёрная пешка · a5 чёрная пешка · b5 чёрная пешка · c5 чёрный король · a3 белый король · a2 белый слон · b2 белая пешка · a1 чёрная ладья · c1 чёрный конь | a8 белый конь · b6 чёрная ладья · d6 чёрная пешка · a5 чёрная пешка · b5 чёрная пешка · c5 чёрный король · a3 белый король · a2 белый слон · b2 белая пешка · a1 чёрная ладья · c1 чёрный конь | a8 белый конь · b6 чёрная ладья · d6 чёрная пешка · a5 чёрная пешка · b5 чёрная пешка · c5 чёрный король · a3 белый король · a2 белый слон · b2 белая пешка · a1 чёрная ладья · c1 чёрный конь | a8 белый конь · b6 чёрная ладья · d6 чёрная пешка · a5 чёрная пешка · b5 чёрная пешка · c5 чёрный король · a3 белый король · a2 белый слон · b2 белая пешка · a1 чёрная ладья · c1 чёрный конь | a8 белый конь · b6 чёрная ладья · d6 чёрная пешка · a5 чёрная пешка · b5 чёрная пешка · c5 чёрный король · a3 белый король · a2 белый слон · b2 белая пешка · a1 чёрная ладья · c1 чёрный конь | a8 белый конь · b6 чёрная ладья · d6 чёрная пешка · a5 чёрная пешка · b5 чёрная пешка · c5 чёрный король · a3 белый король · a2 белый слон · b2 белая пешка · a1 чёрная ладья · c1 чёрный конь | a8 белый конь · b6 чёрная ладья · d6 чёрная пешка · a5 чёрная пешка · b5 чёрная пешка · c5 чёрный король · a3 белый король · a2 белый слон · b2 белая пешка · a1 чёрная ладья · c1 чёрный конь | 7 |
| 6 | a8 белый конь · b6 чёрная ладья · d6 чёрная пешка · a5 чёрная пешка · b5 чёрная пешка · c5 чёрный король · a3 белый король · a2 белый слон · b2 белая пешка · a1 чёрная ладья · c1 чёрный конь | a8 белый конь · b6 чёрная ладья · d6 чёрная пешка · a5 чёрная пешка · b5 чёрная пешка · c5 чёрный король · a3 белый король · a2 белый слон · b2 белая пешка · a1 чёрная ладья · c1 чёрный конь | a8 белый конь · b6 чёрная ладья · d6 чёрная пешка · a5 чёрная пешка · b5 чёрная пешка · c5 чёрный король · a3 белый король · a2 белый слон · b2 белая пешка · a1 чёрная ладья · c1 чёрный конь | a8 белый конь · b6 чёрная ладья · d6 чёрная пешка · a5 чёрная пешка · b5 чёрная пешка · c5 чёрный король · a3 белый король · a2 белый слон · b2 белая пешка · a1 чёрная ладья · c1 чёрный конь | a8 белый конь · b6 чёрная ладья · d6 чёрная пешка · a5 чёрная пешка · b5 чёрная пешка · c5 чёрный король · a3 белый король · a2 белый слон · b2 белая пешка · a1 чёрная ладья · c1 чёрный конь | a8 белый конь · b6 чёрная ладья · d6 чёрная пешка · a5 чёрная пешка · b5 чёрная пешка · c5 чёрный король · a3 белый король · a2 белый слон · b2 белая пешка · a1 чёрная ладья · c1 чёрный конь | a8 белый конь · b6 чёрная ладья · d6 чёрная пешка · a5 чёрная пешка · b5 чёрная пешка · c5 чёрный король · a3 белый король · a2 белый слон · b2 белая пешка · a1 чёрная ладья · c1 чёрный конь | a8 белый конь · b6 чёрная ладья · d6 чёрная пешка · a5 чёрная пешка · b5 чёрная пешка · c5 чёрный король · a3 белый король · a2 белый слон · b2 белая пешка · a1 чёрная ладья · c1 чёрный конь | 6 |
| 5 | a8 белый конь · b6 чёрная ладья · d6 чёрная пешка · a5 чёрная пешка · b5 чёрная пешка · c5 чёрный король · a3 белый король · a2 белый слон · b2 белая пешка · a1 чёрная ладья · c1 чёрный конь | a8 белый конь · b6 чёрная ладья · d6 чёрная пешка · a5 чёрная пешка · b5 чёрная пешка · c5 чёрный король · a3 белый король · a2 белый слон · b2 белая пешка · a1 чёрная ладья · c1 чёрный конь | a8 белый конь · b6 чёрная ладья · d6 чёрная пешка · a5 чёрная пешка · b5 чёрная пешка · c5 чёрный король · a3 белый король · a2 белый слон · b2 белая пешка · a1 чёрная ладья · c1 чёрный конь | a8 белый конь · b6 чёрная ладья · d6 чёрная пешка · a5 чёрная пешка · b5 чёрная пешка · c5 чёрный король · a3 белый король · a2 белый слон · b2 белая пешка · a1 чёрная ладья · c1 чёрный конь | a8 белый конь · b6 чёрная ладья · d6 чёрная пешка · a5 чёрная пешка · b5 чёрная пешка · c5 чёрный король · a3 белый король · a2 белый слон · b2 белая пешка · a1 чёрная ладья · c1 чёрный конь | a8 белый конь · b6 чёрная ладья · d6 чёрная пешка · a5 чёрная пешка · b5 чёрная пешка · c5 чёрный король · a3 белый король · a2 белый слон · b2 белая пешка · a1 чёрная ладья · c1 чёрный конь | a8 белый конь · b6 чёрная ладья · d6 чёрная пешка · a5 чёрная пешка · b5 чёрная пешка · c5 чёрный король · a3 белый король · a2 белый слон · b2 белая пешка · a1 чёрная ладья · c1 чёрный конь | a8 белый конь · b6 чёрная ладья · d6 чёрная пешка · a5 чёрная пешка · b5 чёрная пешка · c5 чёрный король · a3 белый король · a2 белый слон · b2 белая пешка · a1 чёрная ладья · c1 чёрный конь | 5 |
| 4 | a8 белый конь · b6 чёрная ладья · d6 чёрная пешка · a5 чёрная пешка · b5 чёрная пешка · c5 чёрный король · a3 белый король · a2 белый слон · b2 белая пешка · a1 чёрная ладья · c1 чёрный конь | a8 белый конь · b6 чёрная ладья · d6 чёрная пешка · a5 чёрная пешка · b5 чёрная пешка · c5 чёрный король · a3 белый король · a2 белый слон · b2 белая пешка · a1 чёрная ладья · c1 чёрный конь | a8 белый конь · b6 чёрная ладья · d6 чёрная пешка · a5 чёрная пешка · b5 чёрная пешка · c5 чёрный король · a3 белый король · a2 белый слон · b2 белая пешка · a1 чёрная ладья · c1 чёрный конь | a8 белый конь · b6 чёрная ладья · d6 чёрная пешка · a5 чёрная пешка · b5 чёрная пешка · c5 чёрный король · a3 белый король · a2 белый слон · b2 белая пешка · a1 чёрная ладья · c1 чёрный конь | a8 белый конь · b6 чёрная ладья · d6 чёрная пешка · a5 чёрная пешка · b5 чёрная пешка · c5 чёрный король · a3 белый король · a2 белый слон · b2 белая пешка · a1 чёрная ладья · c1 чёрный конь | a8 белый конь · b6 чёрная ладья · d6 чёрная пешка · a5 чёрная пешка · b5 чёрная пешка · c5 чёрный король · a3 белый король · a2 белый слон · b2 белая пешка · a1 чёрная ладья · c1 чёрный конь | a8 белый конь · b6 чёрная ладья · d6 чёрная пешка · a5 чёрная пешка · b5 чёрная пешка · c5 чёрный король · a3 белый король · a2 белый слон · b2 белая пешка · a1 чёрная ладья · c1 чёрный конь | a8 белый конь · b6 чёрная ладья · d6 чёрная пешка · a5 чёрная пешка · b5 чёрная пешка · c5 чёрный король · a3 белый король · a2 белый слон · b2 белая пешка · a1 чёрная ладья · c1 чёрный конь | 4 |
| 3 | a8 белый конь · b6 чёрная ладья · d6 чёрная пешка · a5 чёрная пешка · b5 чёрная пешка · c5 чёрный король · a3 белый король · a2 белый слон · b2 белая пешка · a1 чёрная ладья · c1 чёрный конь | a8 белый конь · b6 чёрная ладья · d6 чёрная пешка · a5 чёрная пешка · b5 чёрная пешка · c5 чёрный король · a3 белый король · a2 белый слон · b2 белая пешка · a1 чёрная ладья · c1 чёрный конь | a8 белый конь · b6 чёрная ладья · d6 чёрная пешка · a5 чёрная пешка · b5 чёрная пешка · c5 чёрный король · a3 белый король · a2 белый слон · b2 белая пешка · a1 чёрная ладья · c1 чёрный конь | a8 белый конь · b6 чёрная ладья · d6 чёрная пешка · a5 чёрная пешка · b5 чёрная пешка · c5 чёрный король · a3 белый король · a2 белый слон · b2 белая пешка · a1 чёрная ладья · c1 чёрный конь | a8 белый конь · b6 чёрная ладья · d6 чёрная пешка · a5 чёрная пешка · b5 чёрная пешка · c5 чёрный король · a3 белый король · a2 белый слон · b2 белая пешка · a1 чёрная ладья · c1 чёрный конь | a8 белый конь · b6 чёрная ладья · d6 чёрная пешка · a5 чёрная пешка · b5 чёрная пешка · c5 чёрный король · a3 белый король · a2 белый слон · b2 белая пешка · a1 чёрная ладья · c1 чёрный конь | a8 белый конь · b6 чёрная ладья · d6 чёрная пешка · a5 чёрная пешка · b5 чёрная пешка · c5 чёрный король · a3 белый король · a2 белый слон · b2 белая пешка · a1 чёрная ладья · c1 чёрный конь | a8 белый конь · b6 чёрная ладья · d6 чёрная пешка · a5 чёрная пешка · b5 чёрная пешка · c5 чёрный король · a3 белый король · a2 белый слон · b2 белая пешка · a1 чёрная ладья · c1 чёрный конь | 3 |
| 2 | a8 белый конь · b6 чёрная ладья · d6 чёрная пешка · a5 чёрная пешка · b5 чёрная пешка · c5 чёрный король · a3 белый король · a2 белый слон · b2 белая пешка · a1 чёрная ладья · c1 чёрный конь | a8 белый конь · b6 чёрная ладья · d6 чёрная пешка · a5 чёрная пешка · b5 чёрная пешка · c5 чёрный король · a3 белый король · a2 белый слон · b2 белая пешка · a1 чёрная ладья · c1 чёрный конь | a8 белый конь · b6 чёрная ладья · d6 чёрная пешка · a5 чёрная пешка · b5 чёрная пешка · c5 чёрный король · a3 белый король · a2 белый слон · b2 белая пешка · a1 чёрная ладья · c1 чёрный конь | a8 белый конь · b6 чёрная ладья · d6 чёрная пешка · a5 чёрная пешка · b5 чёрная пешка · c5 чёрный король · a3 белый король · a2 белый слон · b2 белая пешка · a1 чёрная ладья · c1 чёрный конь | a8 белый конь · b6 чёрная ладья · d6 чёрная пешка · a5 чёрная пешка · b5 чёрная пешка · c5 чёрный король · a3 белый король · a2 белый слон · b2 белая пешка · a1 чёрная ладья · c1 чёрный конь | a8 белый конь · b6 чёрная ладья · d6 чёрная пешка · a5 чёрная пешка · b5 чёрная пешка · c5 чёрный король · a3 белый король · a2 белый слон · b2 белая пешка · a1 чёрная ладья · c1 чёрный конь | a8 белый конь · b6 чёрная ладья · d6 чёрная пешка · a5 чёрная пешка · b5 чёрная пешка · c5 чёрный король · a3 белый король · a2 белый слон · b2 белая пешка · a1 чёрная ладья · c1 чёрный конь | a8 белый конь · b6 чёрная ладья · d6 чёрная пешка · a5 чёрная пешка · b5 чёрная пешка · c5 чёрный король · a3 белый король · a2 белый слон · b2 белая пешка · a1 чёрная ладья · c1 чёрный конь | 2 |
| 1 | a8 белый конь · b6 чёрная ладья · d6 чёрная пешка · a5 чёрная пешка · b5 чёрная пешка · c5 чёрный король · a3 белый король · a2 белый слон · b2 белая пешка · a1 чёрная ладья · c1 чёрный конь | a8 белый конь · b6 чёрная ладья · d6 чёрная пешка · a5 чёрная пешка · b5 чёрная пешка · c5 чёрный король · a3 белый король · a2 белый слон · b2 белая пешка · a1 чёрная ладья · c1 чёрный конь | a8 белый конь · b6 чёрная ладья · d6 чёрная пешка · a5 чёрная пешка · b5 чёрная пешка · c5 чёрный король · a3 белый король · a2 белый слон · b2 белая пешка · a1 чёрная ладья · c1 чёрный конь | a8 белый конь · b6 чёрная ладья · d6 чёрная пешка · a5 чёрная пешка · b5 чёрная пешка · c5 чёрный король · a3 белый король · a2 белый слон · b2 белая пешка · a1 чёрная ладья · c1 чёрный конь | a8 белый конь · b6 чёрная ладья · d6 чёрная пешка · a5 чёрная пешка · b5 чёрная пешка · c5 чёрный король · a3 белый король · a2 белый слон · b2 белая пешка · a1 чёрная ладья · c1 чёрный конь | a8 белый конь · b6 чёрная ладья · d6 чёрная пешка · a5 чёрная пешка · b5 чёрная пешка · c5 чёрный король · a3 белый король · a2 белый слон · b2 белая пешка · a1 чёрная ладья · c1 чёрный конь | a8 белый конь · b6 чёрная ладья · d6 чёрная пешка · a5 чёрная пешка · b5 чёрная пешка · c5 чёрный король · a3 белый король · a2 белый слон · b2 белая пешка · a1 чёрная ладья · c1 чёрный конь | a8 белый конь · b6 чёрная ладья · d6 чёрная пешка · a5 чёрная пешка · b5 чёрная пешка · c5 чёрный король · a3 белый король · a2 белый слон · b2 белая пешка · a1 чёрная ладья · c1 чёрный конь | 1 |
|   | a | b | c | d | e | f | g | h |   |

Для создания матовых картин чёрным нужно сделать три хода, а белым достаточно только двух. Выбор маршрута чёрного коня искусно мотивирован темпоходом белой пешки:
I. 1.Kd3 b4+ 2.K:b4 Kc7 3.Kc6 Ke6#
II. 1.Лc6 b3 2.K:b3 Kb6 3.Kd4 Kd7#

## Книги
- Endgames of Iosif Krikheli. Tbilisi, 1995. 48 p. (Georgian chess composition).
- Iosif Krikheli. Fairy World (Georgia, 2000).